# Abadia do Bom Sucesso
 Abadia do Bom Sucesso foi um povoado de Minas Gerais formado pelas comunidades que, no século XIX, se juntaram em volta da capela de Nossa Senhora da Abadia, construída em 1841 por Manoel Pereira da Silva.
Esse povoado daria origem ao atual município de Tupaciguara.